# デムチュクドンロブ
デムチュクドンロブ（モンゴル語：ᠳᠡᠮᠴᠦᠭᠳᠤᠨᠷᠤᠪ Demčugdongrub、キリル文字：Дэмчигдонров Demchigdonrov、1902年2月8日 - 1966年5月23日）は、南モンゴルの政治家。通称「徳王」（とくおう）。中国語における字は「希賢」。1930年代から日本軍に協力し、蒙古聯合自治政府の主席を務めた。

## 名前の表記
- チベット語：bde mchog don grub
  - モンゴル語：Дэмчигдонров Demchigdonrov
  - 標準中国語：德穆楚克棟魯普 Démùchǔkèdònglǔpǔ

- 西洋諸国でしばしば用いられた呼称：徳王 Te Wang, Teh Wang
  - モンゴル語：Дэ Ноён De Noyon
  - 中国語（モンゴル語）：德王 Dé Wáng （Дэ Ван）
  - 一部モンゴル人による呼称：King Lord De （德王爺）

## 指導者としての台頭

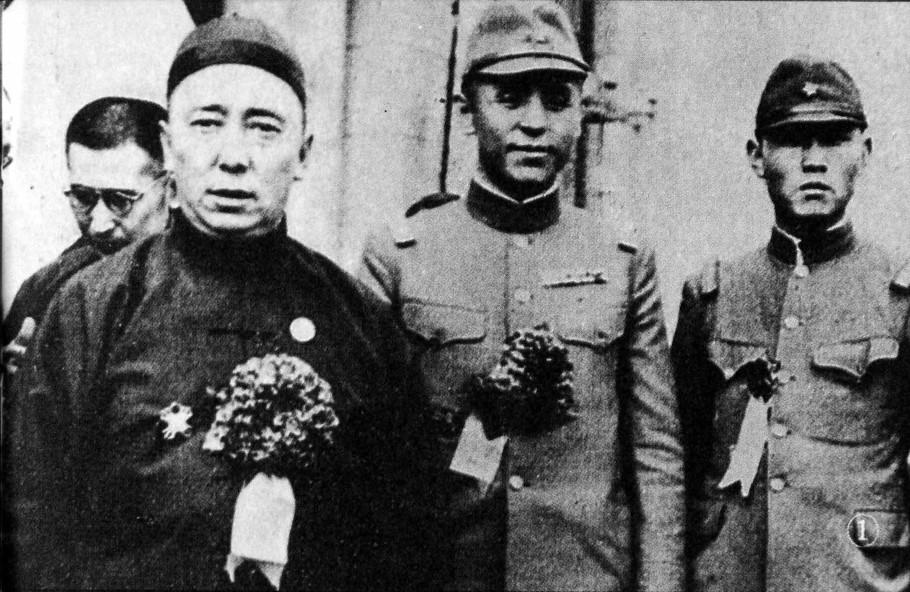
デムチュクドンロブ（左）、李守信（中・蒙古聯合自治政府副主席）及び日本軍軍人

ソニド右旗（現在の内モンゴル自治区シリンゴル盟）にチンギス・ハーンの30代目の子孫として生まれる。1908年に扎薩克（公王、執政官）の職を継ぎ、北京政府からも認められる。1919年に執掌旗政（県知事）になったのを手始めに地方官職を歴任する一方で、内蒙古自治運動に関わる。

## 日本人との協力
満州事変勃発後、徳王は日本軍と連絡を取り合うようになり、同じ内蒙古自治運動を指導していたユンデン・ワンチュク（雲王）などともに1933年に内蒙古王公会議を結成。国民政府に対して高度な自治を要求した。これを認める形で翌1934年に蒙古地方自治政務委員会が成立、徳王は秘書長となった。
その後1936年2月10日に関東軍の支持の下蒙古軍政府が成立すると総司令・総裁に就任。1936年11月に徳王麾下の内蒙軍や李守信と王英などの部隊が関東軍の後援をたのんで綏遠省に進出し、同省主席の傅作義軍に撃退された（綏遠事件）。盧溝橋事件の後に日本は内蒙古方面へ本格的に出兵し、1937年10月17日に包頭を占領。雲王・徳王・李守信はこれに応じる形で10月28日に厚和（綏遠を改称）にて蒙古聯盟自治政府を成立させた。当初、雲王が主席となり、翌年3月に雲王が病没すると、徳王が後任の主席となった。1938年10月、徳王は初めて訪日した。準国賓待遇を受け天皇に拝謁し、勲一等旭日章を受勲した。蒙古聯盟自治政府は、1939年9月1日に察南自治政府・晋北自治政府と合併し蒙古聯合自治政府となった。首都は張家口に置かれ、名目としては汪兆銘政権下の自治政府という位置づけだった。1941年2月徳王は二度目の訪日を行った。自治国として承認させることであったが、承認しなかった。1942年東條首相は大東亜共栄圏の首脳を招いたが、徳王は出席しなかった。

### 日本語教育
満彊政権以前にはモンゴル語と漢語を学習していたが、満彊政権成立後は漢語を排除して日本語にとって代わらせた。1934年に設立した善隣協会は日本語教育による学校を設立した。また親日モンゴル人を増やすために、日本への留学も行わせた。徳王もモンゴル人青年8人を選抜し、経済、航空、工業、軍事、医学を勉強させるために日本に留学させた。1939年9月1日、張家口に満彊学院が開かれた。そこでは本地域の地理歴史の特殊性を認識し、防共第一線で働くために必要な教育が施された。

## 戦後の自治運動と失脚
蒙古自治邦政府（1941年8月4日に蒙古聯合自治政府が改称）の文武官と自らの家族に正藍旗の砂地への避難を命ずるもソ連とモンゴル人民共和国の連合軍への特使が拘束されたため、側近とともに一時北平に寓居する。1949年に人民解放軍が北平を占領すると脱出して国民政府に再度内蒙古の自治を要求。1949年4月13日には蒙古自治準備委員会を結成して副委員長、8月10日には蒙古自治政府を設立して主席となったが、モンゴル人民共和国と接触を重ね、1950年にモンゴル人民共和国の独裁者ホルローギーン・チョイバルサンは外モンゴルをゴンチギン・ブムチェンド、内モンゴルをデムチュクドンロブに任せて内外モンゴル統一を構想していたことからその誘いに応じ、李守信らとともにモンゴル人民共和国に亡命する。人民解放軍への投降に積極的だった副主席のダリジャヤ（達王）と保安委員会副委員長の白海風らは蒙古自治政府を西蒙自治政府に改組して人民解放軍に帰順した。当初は徳王はモンゴル人民共和国当局から監視されながらも歓迎を受けてソ連とモンゴル人民共和国に協力を要請するも、利用価値がないと判断したモンゴル人民共和国当局によって逮捕されて中華人民共和国に引き渡され、戦犯として禁錮刑と思想改造を受けた。獄中で徳王は他の囚人より豪勢な料理と部屋が与えられ、人民服ではなくてモンゴルの民族服を着ることがゆるされるなど優遇された。1962年には中国政府は徳王とその家族（第二夫人と三男）がフフホトに居住できるように取り計らった。
1963年の特赦で釈放された後、周恩来の歴史資料を保存せよという指令に基づき、内モンゴル自治区文史館で働きながら回顧録を執筆していた。1966年にフフホト、内蒙古医学院付属病院で肝臓病で死去。自伝は中国共産党を称えるなどプロパガンダ的な懺悔録の形態をとっている一方で自分の政治的行為の正当性を訴えている側面もあるという評価もされている。

## 家族
- ドガルスレン（中国語版）（都固爾蘇隆） - 1917年6月1日に第一夫人との間にできた長男。1939年秋に扎薩克を継承し、日本に留学。自治政府崩壊後は内モンゴル臨時人民委員会の代表の一人としてモンゴル人民共和国のウランバートルに渡り、家族とともに移住。モンゴル人民革命党スフバートル幹部学校とモンゴル国立大学の学生となって徳王の説得に努めるもモンゴル人民共和国政府に粛清された。1952年2月29日没、1991年10月5日に名誉回復。

## 文献
- 『徳王自伝　モンゴル再興の夢と挫折』ドムチョクドンロプ述、森久男訳、岩波書店、1994年2月　ISBN 978-4000015141
- 佐々木健悦『徳王の見果てぬ夢 : 南北モンゴル統一独立運動』社会評論社、2013年。ISBN 9784784513499。全国書誌番号:22328004。
- 『スウェーデン宣教師が映した失われたモンゴル』都馬バイカル訳、論創社・桜美林大学叢書、2021年
  - 「第4章 徳王と草原の人々」、スウェーデン宣教師・ヨエル・エリクソンが撮影した写真を多数掲載。著者は内モンゴル出身[15]